# 特雷沃勒
特雷沃勒（法語：Trévol，法語發音：[tʁevɔl]）是法国阿列省的一个市镇，位于该省北部，属于穆兰区。

## 地理
特雷沃勒（46°37'45"N, 3°18'22"E）面积40.84 平方千米，位于法国奥弗涅-罗讷-阿尔卑斯大区阿列省，该省份为法国中部省份，北起涅夫勒省、西北接谢尔省，西南至克勒兹省，南至多姆山省，东南临卢瓦尔省，东临索恩-卢瓦尔省。
与特雷沃勒接壤的市镇（或旧市镇、城区）包括：奥鲁厄、阿韦尔姆、热讷蒂讷、蒙蒂伊、圣埃内蒙、阿列河畔新城。

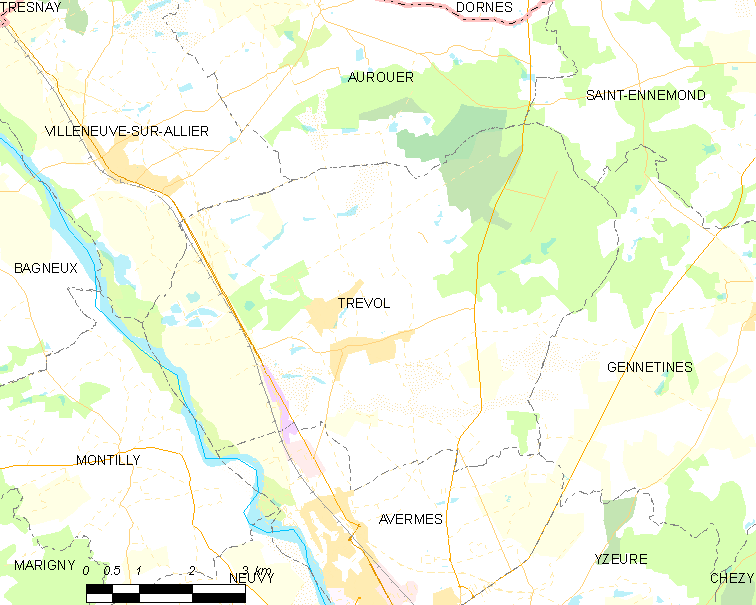
特雷沃勒的OSM定位图

特雷沃勒的时区为UTC+01:00、UTC+02:00（夏令时）。

## 行政
特雷沃勒的邮政编码为03460，INSEE市镇编码为03290。

## 政治
特雷沃勒所属的省级选区为伊泽尔县。

## 人口

1962-2008年间特雷沃勒人口变化图示

特雷沃勒于2022年1月1日时的人口数量为1639人。